# Fédération québécoise de l'autisme
Pour les articles homonymes, voir FQA.
La Fédération québécoise de l’autisme (FQA) est un regroupement provincial d’organismes et de personnes qui ont en commun les intérêts de la personne autiste, ceux de sa famille et de ses proches. Depuis 40 ans, la FQA est la référence en autisme au Québec.

## Histoire
Elle a été créée le 12 février 1976 par un groupe de parents d'enfants autistes, sous le nom de Société québécoise pour enfants autistiques, en réaction à la ségrégation scolaire dont étaient victimes les élèves autistes à l'époque. Le nom change pour «Société québécoise de l’autisme» en 1983, puis la «Fédération québécoise de l’autisme et des autres troubles envahissants du développement» en 2001. Un des actions de l'association est de promouvoir l'inclusion social des personnes autistes et de lutter contre la discrimination. L’année 2011 marque un nouveau changement de nom pour la Fédération qui devient la Fédération québécoise de l’autisme, et accompagne ainsi l’actuel consensus international qui regroupe l’ensemble des troubles envahissants du développement sous le terme unique de «trouble du spectre de l’autisme» avec la publication du DSM-V.

## Missions
La mission de la FQA est la suivante: « Mobiliser tous les acteurs concernés afin de promouvoir le bien-être des personnes, sensibiliser et informer la population sur le trouble du spectre de l’autisme (TSA) ainsi que sur la situation des familles, et contribuer au développement des connaissances et à leur diffusion ». Par cet énoncé, la Fédération affirme qu’elle entend poser tout geste ou action afin d’apporter un réel soutien aux acteurs concernés. Cet apport passe par la mise en place de stratégies permettant à ces acteurs de se mobiliser et se rassembler autour d’objectifs communs.
Les activités de la FQA incluent:
- défense des droits:
  - représentations publiques,
  - représentations politiques,
  - élaboration de mémoires et d’avis,
  - participation à des comités et à des tables de concertation;
- information et formations:
  - élaboration et organisation de formation,
  - banque de références régionales en autisme,
  - trousse d’information, revue L’Express et site web de référence sur l’autisme;
- promotion:
  - activités publiques de promotion,
  - promotion des initiatives de nature à développer les capacités optimales des personnes autistes;
- vie associative:
  - références,
  - écoute et soutien,
  - bulletin Parlons autisme,
  - chronique littéraire Bibli’autisme.

## Publications
Cette fédération est à l'origine de nombreuses publications: 
- Guide de la fratrie, à l’intention des frères et sœurs de personnes autistes (2019)
- Judiciarisation: Guide pour les autistes (2018 révision).
- Développer les habiletés des personnes autistes dans un contexte d'intimidation (2017).
- Guide de sexualité pour les personnes autistes (2023 révision).
- Autisme: Guide à l'intention des familles (2016).
- Au quotidien: Guide de vie pour les autistes (2022 révision).
- À l'intention des parents: Guide de notions de base en matière d'habiletés sociales (2009).
- Pochette Parents: Vos premières démarches après le diagnostic (2024 révision).